# Huisrobot

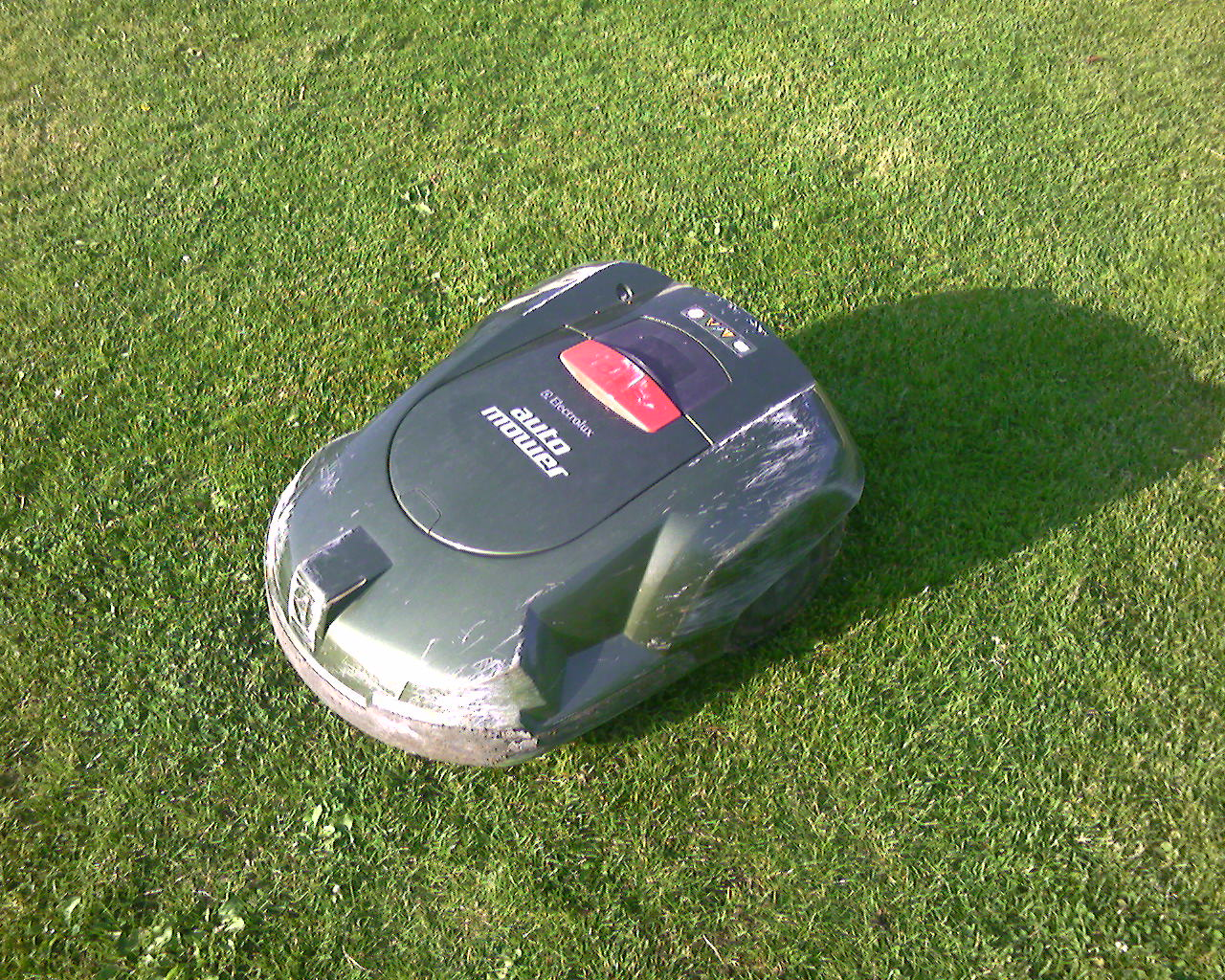
Automatische grasmaaier van Electrolux

Een huisrobot is een robot die bepaalde functies kan vervullen in een huishouden, in het Engels ook wel domobot genoemd, naar domestic (huishoudelijk) robot. Er zijn anno 2008 verschillende soorten huisrobots variërend van low-level, voor eenvoudige huishoudelijke klusjes, tot bijvoorbeeld een autonomoom handelende robot verbonden met een wifi-netwerk of smart environment. 

## Voorbeelden
Voorbeelden van zogenaamde low-level robots zijn de robotgrasmaaiers, die zelfstandig het gras maaien binnen een vooraf bepaald gebied en die automatisch hun oplaadpunt opzoeken als de accu leeg begint te raken. Ook voor het stofzuigen, het schoonmaken van zwembaden, etc zijn soortgelijke robots op de markt.
Een ander type huisrobot neemt veel meer bewegingstaken over en is met name geschikt voor mensen met een handicap. Deze robots kunnen bijvoorbeeld de was in een wasmachine stoppen, er weer uithalen en ophangen, of in de droger stoppen. Een ander voorbeeld is een robot die de vuile vaat in de vaatwasser plaatst en eventueel na afloop weer uitruimt en de schone vaat in de juiste kasten plaatst. Deze robots zijn vaak voorzien van een zelflerend plaatsbepalingssysteem, zodat hun eigen weg kunnen vinden in het huis en nergens tegenaan botsen. 
Het elektronische gezelschapshondje AIBO van Sony wordt eveneens tot de huisrobots gerekend.

## Geschiedenis
De huisrobot is al vele decennia lang de futuristische droom van toekomstvoorspellers. Al in de jaren 60 werd voorspeld, dat in het jaar 2000 vele taken zouden worden overgenomen door robots. Uiteindelijk bleek de ontwikkeling toch iets langzamer te gaan dan voorspeld was.
Een beroemde huisrobot uit de geschiedenis is de robot Rosie uit de televisieserie The Jetsons. Deze serie  beschrijft ironisch het leven in de toekomst. Al vanaf de eerste aflevering in 1962 werd Rosie als huisrobot geïntroduceerd.